# Panchala (vlinders)
Panchala is een geslacht van vlinders van de familie Lycaenidae, uit de onderfamilie Lycaeninae.

## Soorten
- P. alea (Hewitson, 1862)
- P. bupola (Hewitson, 1878)
- P. canaraica (Moore, 1884)
- P. chola (Moore, 1884)
- P. elizabethae Eliot, 1959
- P. ganesa (Moore, 1857)
- P. nankoshana Shimonoya & Murayama, 1976
- P. paraganesa
- P. patana (Moore, 1884)
- P. singhapura Distant, 1885
- P. singla (De Nicéville, 1885)
- P. tusta (De Nicéville, 1886)